# Сан Костанцо
Сан Коста̀нцо (на италиански: San Costanzo, на местен диалект San Costànz, Сан Костанц) е малко градче и община в Централна Италия, провинция Пезаро и Урбино, регион Марке. Разположено е на 150 m надморска височина. Населението на общината е 4841 души (към 2011 г.).